# Danh sách di sản văn hóa Tây Ban Nha được quan tâm ở Lloret de Vistalegre
Danh sách di sản văn hóa Tây Ban Nha được quan tâm ở Lloret de Vistalegre.
| Tên                                              | Dạng                                   | Địa điểm | Tọa độ                                        | Số hồ sơ tham khảo? | Ngày nhận danh hiệu? | Hình ảnh     |
| ------------------------------------------------ | -------------------------------------- | --- | --------------------------------------------- | ------------------- | -------------------- | ------------ |
| Quần thể Tiền sử Son Gelabert Dalt (Ses Talaies) | Di tích Khảo cổ học                    | Lloret de Vista Alegre | 39°37′25″B 2°58′15″Đ / 39,623688°B 2,97072°Đ  | RI-51-0002136       | 10-09-1966           | Upload image |
| Cruz Sa Costa Des Pou                            | Di tích Hành trình                     | Lloret de Vista Alegre | 39°37′03″B 2°58′32″Đ / 39,617549°B 2,975563°Đ | RI-51-0010300       | 25-09-1998           | Upload image |
| Hang Can Bieló                                   | Di tích Khảo cổ học                    | Lloret de Vista Alegre | 39°37′52″B 2°58′05″Đ / 39,631148°B 2,968111°Đ | RI-51-0002128       | 10-09-1966           | Upload image |
| Hang Es Colomer (Ses Cases)                      | Di tích Khảo cổ học                    | Lloret de Vista Alegre | 39°37′33″B 2°59′04″Đ / 39,625772°B 2,984468°Đ | RI-51-0002132       | 10-09-1966           | Upload image |
| Hang Sa Comuna (Cova d'en Deinat)                | Di tích Khảo cổ học                    | Lloret de Vista Alegre | 39°36′53″B 2°57′18″Đ / 39,614853°B 2,955101°Đ | RI-51-0002134       | 10-09-1966           | Upload image |
| Hang Sa Comuna (Es Cementeri)                    | Di tích Khảo cổ học                    | Lloret de Vista Alegre | 39°36′45″B 2°58′04″Đ / 39,612433°B 2,967696°Đ | RI-51-0002133       | 10-09-1966           | Upload image |
| Hang Son Joan Arnau (Sa Pleta)                   | Di tích Khảo cổ học                    | Lloret de Vista Alegre |                                               | RI-51-0002139       | 10-09-1966           | Upload image |
| Hang Son Mas (Cova ses Ánneres)                  | Di tích Khảo cổ học                    | Lloret de Vista Alegre | 39°37′00″B 2°59′35″Đ / 39,616573°B 2,993091°Đ | RI-51-0002140       | 10-09-1966           | Upload image |
| Nghĩa địa Es Castellassos                        | Di tích Khảo cổ học Necrópolis         | Lloret de Vista Alegre Al sur del núcleo urbano, entre Sa Font Figuera, el camino viejo de Algaida y el camino de Son Boló. | 39°36′24″B 2°58′36″Đ / 39,606758°B 2,976773°Đ | RI-51-0002130       | 10-09-1966           | Upload image |
| Tàn tích tiền sử Es Colomer (Camp Vanrell)       | Di tích Khảo cổ học                    | Lloret de Vista Alegre | 39°37′31″B 2°59′22″Đ / 39,625322°B 2,989362°Đ | RI-51-0002131       | 10-09-1966           | Upload image |
| Tàn tích tiền sử Sa Nhà Nova (Es Pletó)          | Di tích Khảo cổ học                    | Lloret de Vista Alegre A levante de las casas de la posesión de Sa Casa Nova, en el suroeste del término.                   | 39°36′18″B 2°57′55″Đ / 39,604954°B 2,965253°Đ | RI-51-0002129       | 10-09-1966           | Upload image |
| Tàn tích tiền sử Son Gelabert Baix (Es Velar)    | Di tích Khảo cổ học                    | Lloret de Vista Alegre Al noroeste del núcleo urbano, anexo a las casas de Son Gelabert de Baix.                            | 39°37′20″B 2°57′55″Đ / 39,622344°B 2,96514°Đ  | RI-51-0002135       | 10-09-1966           | Upload image |
| Talayote Son Gelabert Dalt (Sa Pleta)            | Di tích Khảo cổ học Văn hóa talayótica | Lloret de Vista Alegre | 39°37′38″B 2°58′08″Đ / 39,62712°B 2,968971°Đ  | RI-51-0002138       | 10-09-1966           | Upload image |
| Talayote Son Gelabert Dalt (Talayote Era)        | Di tích Khảo cổ học Văn hóa talayótica | Lloret de Vista Alegre | 39°37′38″B 2°58′12″Đ / 39,62712°B 2,969891°Đ  | RI-51-0002137       | 10-09-1966           | Upload image |